# Cutey Honey - La combattente dell'amore
Cutey Honey - La combattente dell'amore (新・キューティーハニー?, Shin Kyūtī Hanī) è una serie OAV del 1994, parte del franchise Cutie Honey creato da Gō Nagai. Al 2012 rimane la serie di Honey con il maggior numero di adattamenti in altre lingue. La serie è infatti stata pubblicata anche negli Stati Uniti, nel Regno Unito, in Francia, in Australia, in Nuova Zelanda ed in Italia dove è stata adattata e distribuita da Dynamic Italia.
Lo staff della serie aveva previsto di realizzare almeno dodici episodi, ma alla fine la serie si concluse con otto episodi nel 1995. Nel 2004 alla raccolta dei DVD contenente la serie, è stato allegato un CD drama contenente un nono episodio, ambientato a Natale, sceneggiato ma mai realizzato.
Cutey Honey - La combattente dell'amore include molti personaggi ispirati o tratti da altre serie di Gō Nagai, come Mazinga Z, Devilman, La scuola senza pudore e La canaglia in minigonna; a sua volta la serie ha dato nuova linfa vitale al personaggio di Cutie Honey, ispirando numerose iniziative di merchandising, come modellini in scala di Honey.

## Trama
Ambientato cento anni dopo la serie originale del 1973, la serie segue la protagonista Honey Kisaragi, insieme ai suoi amici, la famiglia Hayami, nella sua lotta contro i criminali nell'immaginaria città di Cosplay City. Honey, un androide di sesso femminile, è dotata di un dispositivo che le permettere di assumere le sembianze di diverse persone, oltre che di far apparire delle armi nelle proprie mani ed altri poteri, al grido di "Honey Flash!" I primi quattro episodi concludono un arco narrativo nel quale Honey combatte le forze di Dolmeck, un uomo temuto anche da altri criminali. Negli episodi successivi, Honey combatte altri nemici, potenziati dal ritorno della sua antagonista, Panther Zora.

## Personaggi e doppiatori
| Personaggio                | Doppiatore originale | Doppiatore italiano                             |
| -------------------------- | -------------------- | ----------------------------------------------- |
| Honey Kisaragi/Cutie Honey | Michiko Neya         | Francesca Fiorentini                            |
| Danbei Hayami              | Kousei Tomita        | Armando Bandini                                 |
| Daiko Hayami               | Rica Fukami          | Silvia Pepitoni                                 |
| Chokkei Hayami             | Rica Matsumoto       | Massimiliano Alto                               |
| Akakabu Hayami             | Wataru Takagi        | Carlo Valli (ep. 1-4) Riccardo Peroni (ep. 5-8) |

## Episodi
| Nº | Titolo italiano Giapponese 「Kanji」 - Rōmaji                                     | Edizione VHS     | Edizione VHS |
| Nº | Titolo italiano Giapponese 「Kanji」 - Rōmaji                                     | Giapponese       |              |
| 1  | Un angelo è sceso sulla Terra 「天使は舞い降りた」 - Tenshi ha mai ori ta         | 21 aprile 1994   |              |
| 2  | La principessa dei gioielli 「宝石姫の甘い罠」 - Hōseki hime no amai wana         | 21 aprile 1994   |              |
| 3  | Canzone dall'inferno 「唄声は悪魔の誘い」 - Uta koe ha akuma no sasoi             | 21 agosto 1994   |              |
| 4  | Scontro decisivo 「ハニー死す!?摩天楼の聖戦」 - Hani shisu!? matenrō no seisen    | 21 agosto 1994   |              |
| 5  | Il risveglio delle tenebre 「挑戦！邪空獣の牙」 - Chōsen! ja sora kemono no kiba  | 21 luglio 1995   |              |
| 6  | La vendetta delle marionette 「妖かしの復讐鬼」 - Yō kashino fukushūki            | 21 luglio 1995   |              |
| 7  | La tana della malvagità 「監獄は邪悪の虜」 - Kangoku ha jaaku no toriko           | 21 novembre 1995 |              |
| 8  | Il seducente luccichio dell'oro 「誘惑は黄金の輝き」 - Yūwaku ha ōgon no kagayaki | 21 novembre 1995 |              |

## Colonna sonora
Sigle di apertura
1. Cutey Honey cantata da les 5-4-3-2-1 (eps 1-4)
2. Cutey Honey (English Version) cantata da Mayukiss (eps 5-8)

Sigle di chiusura
1. Circle Game cantata da les 5-4-3-2-1 (eps 1-2)
2. Rendez-vous in Space cantata da les 5-4-3-2-1 (ep 3)
3. Legend of Good-Bye cantata da Mayuki Hiramatsu (eps 5-8)